# Jalons (essai)

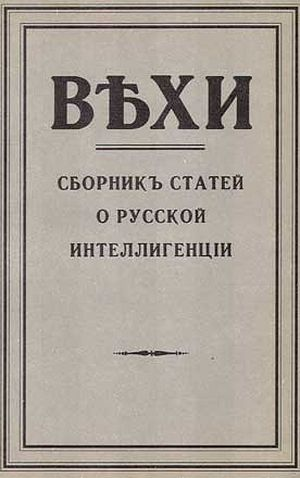
Page de garde original de Jalons

Jalons (en russe : Вехи, Vekhi) est le titre d'un recueil de sept articles réunis par l'historien de la littérature et critique littéraire Mikhaïl Guershenzon, publié en mars 1909 en Russie. Composé par plusieurs penseurs, l'ouvrage critique très sévèrement l'intelligentsia russe, sa conception du « populisme » et son rôle dans l'échec de la Révolution de 1905.

## Composition
L'ouvrage est composé de sept articles séparés. L'éditeur Mikhaïl Guershenzon n'avait d'ailleurs pas communiqué aux contributeurs l'identité des six autres auteurs.

## Accueil
La publication de l'ouvrage en 1909 « fit l'effet d'une bombe » et déclencha une violente polémique d'au moins deux ans dans l'Empire russe.
Le public était surpris voire choqué parce que les signataires des articles avaient été des personnalités en vue de cette intelligentsia qu'ils critiquaient maintenant sans ménagement : Serge Boulgakov qui avait été un marxiste militant, Piotr Struve, une personnalité socialiste avant de fonder le parti cadet ; quant à Nicolas Berdiaev, il avait déjà été emprisonné en raison de ses idées socialistes.
Les plupart des auteurs – ainsi que bien d'autres personnalités intellectuelles - furent expulsés d'URSS en septembre 1922. Le tour de Serge Boulgakov vint en 1923.
À l'époque, la polémique eut cependant peu d'échos en Occident. L'ouvrage a connu récemment un regain d'intérêt. Une étude de 850 pages lui a été consacrée dans une édition critique russe, et les éditions du Cerf en ont publié une première traduction en français en janvier 2011.

## Les auteurs
- Nicolas Berdiaev : « Vérité de philosophie et vérité-justice d'intelligentsia »
- Serge Boulgakov : « Héroïsme et exploit ascétique »
- Mikhaïl Guershenzon : « La prise de conscience créatrice »
- Alexandre Izgoev : « Sur la jeunesse intellectuelle »
- Bohdan Kistiakovski : « En défense du droit »
- Piotr Struve : « Intelligentsia et révolution »
- Simon Frank : « L'éthique du nihilisme »

## Les articles

### Nicolas Berdiaev
La contribution de Nicolas Berdiaev (1874-1948) s’intitule « Vérité de philosophie et vérité-justice d'intelligentsia ».
Berdiaev s’interroge sur le rapport complexe de l’intelligentsia russe à la philosophie et construit son raisonnement sur la distinction sémantique existant en russe entre истина (istina, « vérité de philosophie », pure vérité) et  правда (pravda, « vérité-justice »).
Selon Berdiaev, la philosophie – comme les autres nouveautés importées d'Europe – a été comprise très superficiellement en Russie, soumise qu’elle était « à des fins socio-utilitaires ».
« Le règne exclusif, despotique, du critère moralo-utilitaire, et le règne tout aussi écrasant de l’amour du peuple et de l’amour du prolétariat, le culte du « peuple », de son avantage et de ses intérêts, l’accablement spirituel engendré par le despotisme politique, tout cela fait que notre niveau de culture politique s’est révélé très bas. »
L’étude de la philosophie ne s’est pratiquement développée que dans des milieux extérieurs à l’intelligentsia stricto sensu.
« Pendant longtemps, on a considéré chez nous comme presque immoral de s’adonner à la création philosophique : on voyait dans ce genre d’occupation une trahison du peuple et de la cause du peuple. Quelqu’un de trop plongé dans les problèmes philosophiques était soupçonné d’indifférence à l’égard des intérêts des paysans et des ouvriers. »
Même si cette attitude a quelque peu changé, elle demeure inscrite dans le subconscient de l’intelligentsia. L’intelligentsia russe a toujours relégué les questions de création et de production dans le domaine économique aussi bien qu’intellectuel après les questions de répartition.

« Dans les années 1870, il y eut même chez nous une période où lire des livres et accroître ses connaissances n’était pas une activité particulièrement valorisée, et où la soif d’instruction était jugée moralement condamnable. Les temps de cet obscurantisme populiste sont révolus depuis longtemps, mais le virus en est resté dans le sang. Aux jours de la révolution, les persécutions contre le savoir, la création et la vie supérieure de l’esprit ont recommencé. »

— Nicolas Berdiaev, Jalons.
Berdiev reconnaît toutefois que la responsabilité de cet état ne relève pas que des « intellectuels », mais aussi – il y revient à plusieurs reprises - de la stratégie réactionnaire du pouvoir politique. Ainsi, il admet que le questionnement philosophique fait partie de la tradition de l’intelligentsia, même s’il s’est plutôt exprimé par le journalisme ou par des « penseurs » de peu d’envergure que par la publication d’une littérature spécialisée, dédiée à la philosophie comme telle.
Il reconnaît aussi que l’apparition du marxisme puis du néo-kantisme et l’empiriocriticisme de Richard Avenarius ou d’Ernst Mach dans les années 1890 a considérablement contribué à élever le niveau. Le débat, purement émotionnel jusqu’alors, a fait place à des réflexions plus profondes et voit l’apparition d’Alexandre Bogdanov et d’Anatoli Lounatcharski « intronisés « philosophes » de l’intelligentsia social-démocrate ».

« L’intelligentsia a toujours eu ses philosophes à elle, des philosophes de cénacles, des philosophes d’intelligentsia, et sa propre philosophie engagée, coupée des traditions philosophiques universelles. Cette philosophie « faite maison » et presque sectaire satisfait à l’exigence profonde des jeunes de notre intelligentsia : avoir une « vision du monde » répondant à toutes les questions fondamentales de la vie, et reliant la théorie à la pratique sociale. »

— Nicolas Berdiaev, Jalons.
Cependant, l’attirance de l’intelligentsia pour la philosophie reste tout à fait superficielle. « L’intelligentsia est prête à accorder foi à n’importe quelle philosophie, à la seule condition qu’elle valide ses idéaux sociaux, et à repousser sans examen toute philosophie, serait-elle la plus profonde et la plus vraie, pour peu qu’elle soit suspecte d’entretenir un rapport défavorable, ou simplement critique, à ces tendances et à ces idéaux traditionnels. » Berdiaev voit dans cette attitude un signe de « religiosité inconsciente » et parle d’une « psychologie « catholique » ».

### Serge Boulgakov
La contribution de Serge Boulgakov (1871-1944), intitulée « Héroïsme et exploit ascétique » et sous-titrée « Réflexions sur la nature religieuse de l'intelligentsia russe » est la plus longue de l'ouvrage.

### Mikhaïl Guershenzon
La contribution de Mikhaïl Guershenzon 1869 – 1925) est intitulé « La prise de conscience créatrice »

### Alexandre Izgoev
La contribution d'Alexandre Izgoev (1872-1935) est intitulée « Sur la jeunesse intellectuelle » et sous-titrée « Remarques sur son mode de vie et sa tournure d'esprit ».

### Bohdan Kistiakovski
La contribution de Bohdan Kistiakovski (1869-1920) est intitulée « En défense du droit » et sous-titrée « L'intelligentsia et le sens du droit ».

### Piotr Struve
La contribution de Piotr Struve (1870–1944) est intitulée « Intelligentsia et révolution »

### Simon Frank
La contribution de Simon Frank (1877-1950) est intitulée « L'éthique du nihilisme » et sous-titrée « Contribution à une approche morale de la vision du monde de l'intelligentsia russe ».